# 6015 Paularego
6015 Paularego è un asteroide della fascia principale. Scoperto nel 1991, presenta un'orbita caratterizzata da un semiasse maggiore pari a 2,4374729 UA e da un'eccentricità di 0,1431368, inclinata di 7,30303° rispetto all'eclittica.
L'asteroide è dedicato all'artista portoghese naturalizzata britannica Paula Rego.